# Роман о кастеляне из Куси
«Рома́н о кастеля́не из Куси́» (фр. Le Roman de Châtelain de Couci) — рыцарский роман некого Жакмеса, написанный приблизительно в 70-х годах XIII века.

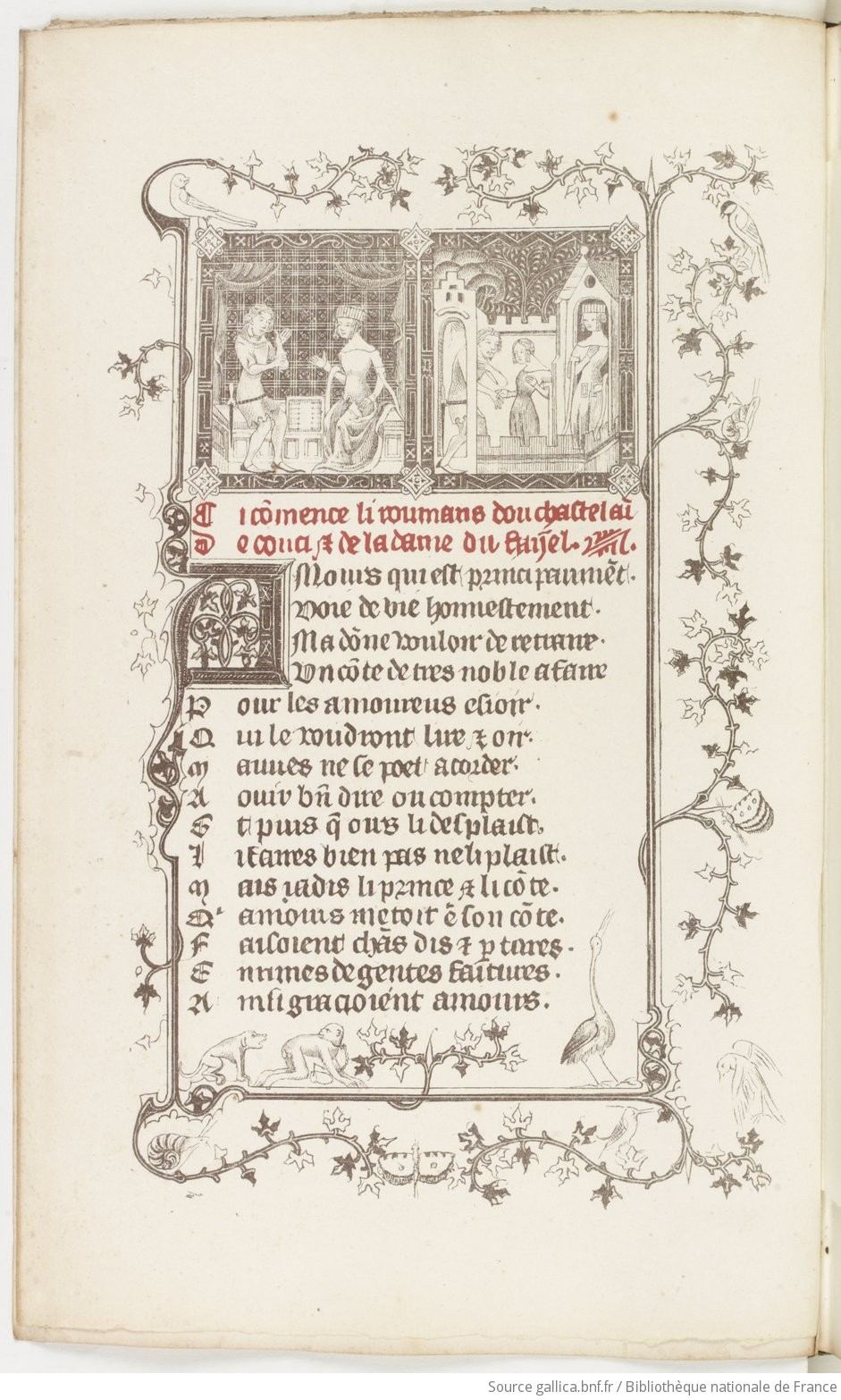
Первая страница рукописи романа (XIII век)

## Автор
В конце романа помещена стихотворная «загадка» (как это нередко бывало в средневековых памятниках), из решения которой извлекается предположительное имя автора — то ли Жакмес, то ли Жакмон Саксеп (Jakemon Sakesep), но более ничего о нём неизвестно.

## Герой
В герои романа выбран реально существовавший куртуазный поэт, известный как «кастелян из Куси» (его имя было Рено де Маньи или Ги де Турот), чьи стихи пользовались популярностью на рубеже XII и XIII вв. Повествование в книге несколько раз прерывается его стихами. Однако сюжет, с ним связанный, совершенно легендарен.

## Сюжет
Бедный рыцарь и поэт влюбляется в знатную даму, жену сеньора де Файеля. Под влиянием его признаний, песен, подвигов на турнирах она отвечает ему взаимностью. Некая дама из Вермандуа, тайно влюблённая в Рено и тщетно добивающаяся ответного чувства, решает открыть на всё глаза сеньору Файеля, чтобы погубить обоих любовников. Объявив о том, что он собирается в крестовый поход, куда его должна была сопровождать жена (это было в то время явлением довольно частым: знатные дамы тоже нередко предпринимали — в походном обозе — эти рискованные путешествия), сеньор внезапно сказывается больным и остаётся. Рено отправляется в Святую Землю один. В битве с сарацинами он ранен отравленной стрелой, и врачи не в состоянии его спасти. Корабль несёт умирающего к родным берегам, но Рено уже не суждено увидеть землю Франции. Слуга Гобер должен передать возлюбленной заветную шкатулку, а в ней — его сердце, его последнее послание, а также прядь её золотистых волос, что украшала в походе его рыцарский щит.
Сеньор завладевает шкатулкой и велит приготовить из сердца героя изысканное жаркое. За пышным обедом даме подносят это страшное блюдо. Когда муж говорит ей, чего она отведала, жена заявляет, что отныне она не притронется ни к какому иному блюду. Сеньор замуровывает её, и она умирает голодной смертью. Сеньор отправляется за море, где находит смерть в одной из стычек с неверными.

## Обработки
Роман был популярен, о чём свидетельствуют голландская, английская, немецкая (Конрада Вюрцбургского) обработки. Кроме того, сюжет романа пересказан в итальянском сборнике «Новеллино» и в «Декамероне» Боккаччо (IV, 9). Впрочем, сюжет о съеденном сердце встречается также в легендарной биографии провансальского трубадура Гильема де Кабестаня (фр. Guilhem de Cabestaing, конец XII века) и в анонимном французском лэ «Лэ об Иньоресе» (сер. XIII века).